# ヨルディ・ブライン
ヨルディ・ブライン（Jordy Bruijn、1996年7月23日 - ）は、オランダ・アムステルダム出身のサッカー選手。サファー・ベイルートSC所属。ポジションはMF。

## 経歴
2003年、アヤックス・アカデミーのF1に入団し、2009年にはスペインで開催されたユースの国際大会であるMICトーナメントに参加し、その大会の最優秀選手賞に輝いた。2013年3月15日、自身初のプロ契約をクラブと交わした。2015-16シーズンにヨング・アヤックスに昇格するも、度重なる怪我の影響によりわずか1試合しか出場するこができなかった。
2016年5月13日、SCヘーレンフェーンと2年契約を結んだ。
2019年1月31日、NECナイメヘンにシーズン終了までレンタル移籍した。2月1日のヨングFCユトレヒト戦でデビューし、23日のアルメレ・シティFC戦でプロ初ゴールを記録した。
2020年5月30日、NECナイメヘンに3年契約で完全移籍した。
2023年7月2日、サファー・ベイルートSCに1年契約で移籍した。